# ایوان سوندی
ایوان سوندی (اوکراینی: Іван Степанович Сондей؛ زادهٔ ۱۵ ژانویهٔ ۱۹۹۴) بازیکن فوتبال اهل اوکراین است.
وی همچنین در تیم ملی فوتبال Ukraine-16 بازی کرده‌است.